# کوندت (دهانه)
کوندت یک دهانه برخوردی در ماه‌ است.